# Гней Корнелій Сципіон Азіна
Гней Корнелій Сципіон Азіна (лат. Gnaeus Cornelius Scipio Asina; ? — після 254 до н. е.) — політичний, державний і військовий діяч Римської республіки, консул 260 і 254 років до н. е.

## Життєпис
Походив з патриціанського роду Корнеліїв, його гілки Сципіонів. Син Луція Корнелія Сципіона Барбата, консула 298 року до н. е. Про молоді роки мало відомостей.
У 260 році до н. е. його було обрано консулом разом з Гаєм Дуілієм під час Першої Пунічної війни. Саме в цей рік за дуже короткий час римляни побудували новий військовий флот, що налічував 120 кораблів.

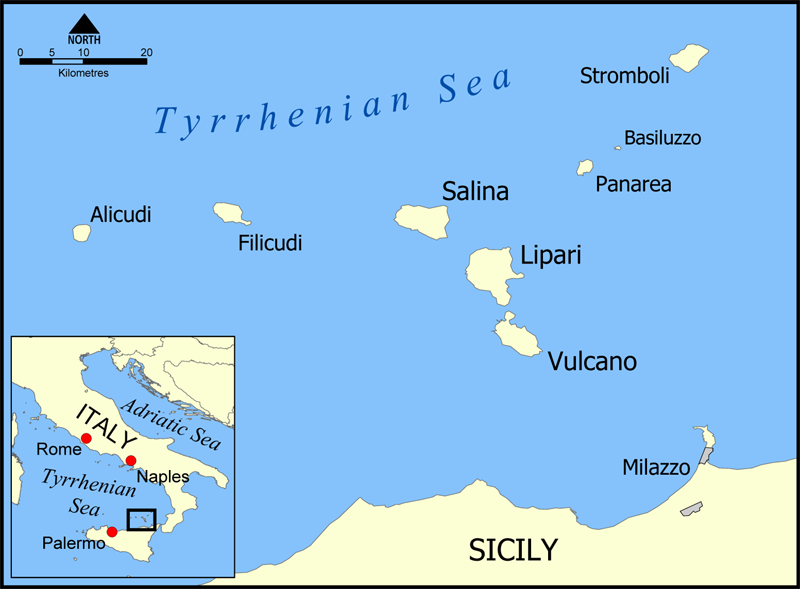
Липарські острови біля Сицилії — місце поразки і полону Гнея Корнелія Азіни

Флот римлян і легіони вирушили до Сицилії. Флотом командував Корнелій, легіонами — Дуілій. Корнелій розділив флот і на чолі невеликого передового загону з 17 кораблів швидше прибув у Мессану, а потім, не чекаючи решти флоту, вирушив на Ліпарські острови, мешканці яких прислали посланця з бажанням перейти під владу Риму. По прибуттю на острови, флотилія Корнелія зненацька була блокована карфагенським флотом Ганнібала Гіскона, в результаті паніки серед римлян, їх кораблі були захоплені без бою, а частина екіпажів потрапила в полон, разом з консулом. Корнелій за цю ганебну поразку отримав прізвисько «Азіна», що означає «віслюк».
Лише рішучі дії консула Дуілія, який очолив вцілілу частину флоту і переміг флот карфагенян біля мису Міла, врятували військову кампанію та переломили хід всієї війни.
У 254 році до н. е. його вдруге було обрано консулом разом з Авлом Атілієм Кайатіном. Під час своєї каденції спільно із колегою захопив важливе місто карфагенян Панорм (сучасне Палермо).
З того часу про подальшу долю Гнея Корнелія Сципіона Азіни згадок немає.